# ماكسيمو فيرسس آرمي أوف زن
ماكسيمو فيرسس آرمي أوف زن {{إنج|Maximo vs. Army of Zin، (باليابانية:  魔界英雄記 マキシモ ～マシンモンスターの野望، بالروماجي: Makai Eiyūki Makishimo: Mashin Monsutā no Yabō) هي لعبة فيديو من نوع أكشن-مغامرات، صدرت في 18 سبتمبر 2003، وهي متوفرة على أجهزة بلاي ستيشن 2. اللعبة من تطوير كابكوم ومن نشر كابكوم.

## موجز القصة
القصة تتبع قصة لعبة ماكسيمو: غوستس تو غلوري. يُكمل البطل ماكسيمو بحثه حول حبيبته سوفيَّا.

## أسلوب اللعب
يكون اللعب من منظور الاعب الثالث؛ حيث تكون الكاميرا بشكل افتراضي خلف اللاعب. أسلوب ماكسيمو في القتال يكون عبر الذبح والتقطيع.

## الاستقبال
استقبلت اللعبة بإيجابية. منحها موقع غيمسبوت 8.4/10 بينما منحها موقع IGN 8.0/10.